# Râmnicelu (Brăila)
Râmnicelu is een Roemeense gemeente in het district Brăila.
Râmnicelu telt 2216 inwoners.